# Carlos Castillo Mattasoglio

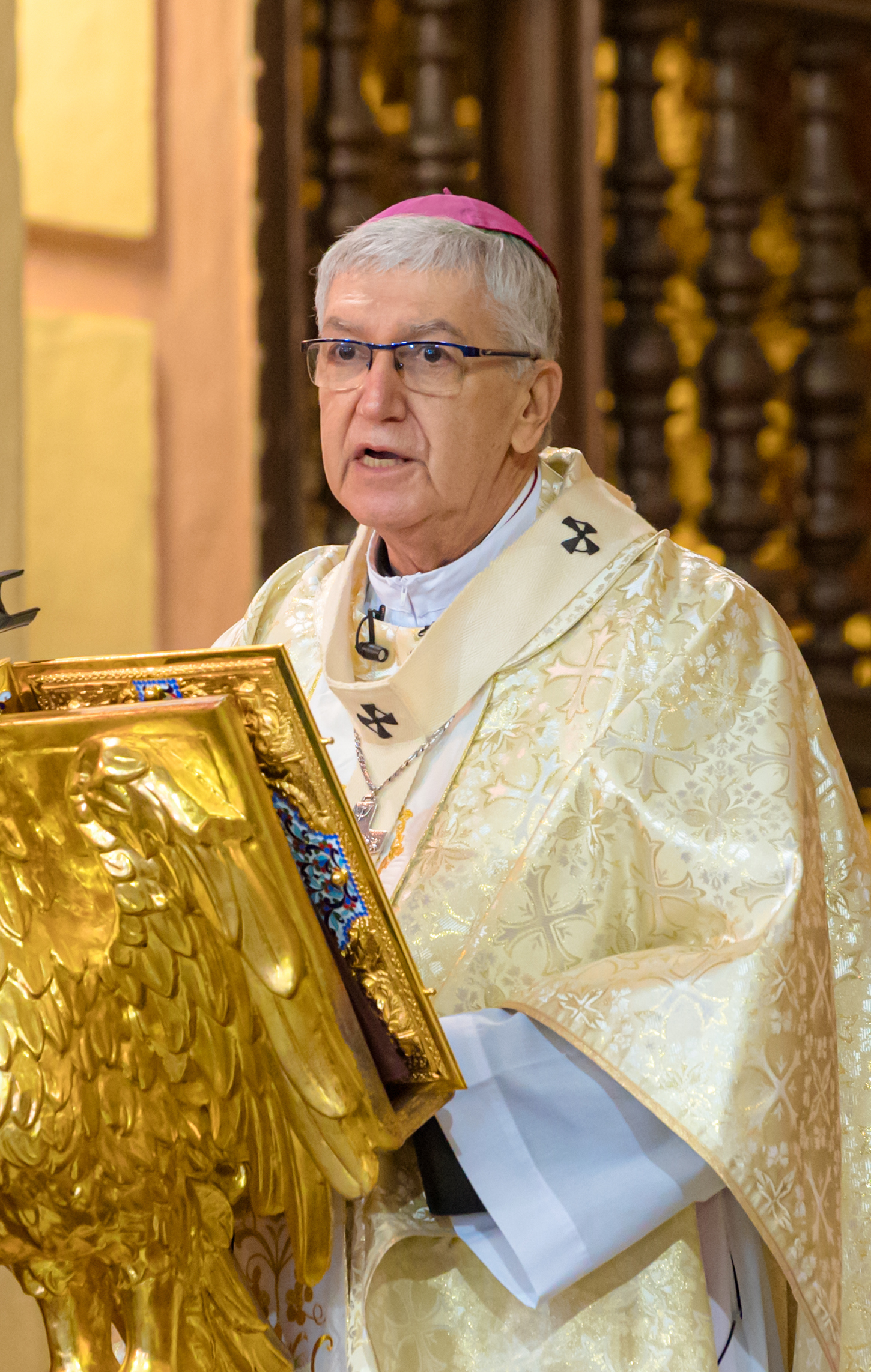
Erzbischof Castillo Mattasoglio (2021)

Kardinalswappen

Carlos Gustavo Kardinal Castillo Mattasoglio (* 28. Februar 1950 in Lima, Peru) ist ein peruanischer Geistlicher und römisch-katholischer Erzbischof von Lima und Primas von Peru.

## Leben
Carlos Castillo Mattasoglio ist der Sohn eines Polizeioffiziers. Er studierte von 1968 bis 1973 an der Universidad Nacional Mayor de San Marcos und erwarb einen Abschluss in Sozialwissenschaften. Fünf Jahre war er Lehrer in Cerro de Pasco. Anschließend trat er in das Priesterseminar Santo Toribio di Mogrovejo in Lima ein und wurde zum Studium nach Rom entsandt. Er empfing am 15. Juli 1984 das Sakrament der Priesterweihe für das Erzbistum Lima.
Er blieb als Seminarpriester in Rom und erwarb 1985 an der Päpstlichen Universität Gregoriana das Lizenziat in Theologie. 1987 wurde er an der Gregoriana in Dogmatik zum Dr. theol. promoviert. Das Thema seiner Dissertation war der Begriff der Umkehr im theologischen Denken von Bartolomé de Las Casas.
Nach seiner Rückkehr nach Peru war er in der Pfarrseelsorge tätig, unter anderem als Pfarrer der Wallfahrtskirche Las Nazarenas in Lima. Ein ihn prägendes Vorbild in seiner Seelsorge war Weihbischof Germán Schmitz. Von 1987 bis zu seiner Ernennung zum Bischof war Castillo Dozent an der Päpstlichen Katholischen Universität von Peru. Er ist stellvertretender Vorsitzender des Consejo Lima des Stipendienwerkes Lateinamerika–Deutschland. Von 1991 bis 1999 war er für die Hochschulseelsorge in Lima und ab 1996 zusätzlich für die Jugendseelsorge und Berufungspastoral verantwortlich. Von 1990 bis 2001 war er zudem Mitarbeiter der Jugendkommission der peruanischen Bischofskonferenz.
Am 25. Januar 2019 ernannte ihn Papst Franziskus zum Erzbischof von Lima. Der Apostolische Nuntius in Peru, Erzbischof Nicolas Girasoli, spendete ihm am 2. März desselben Jahres die Bischofsweihe. Mitkonsekratoren waren sein Amtsvorgänger Juan Luis Kardinal Cipriani Thorne, der Erzbischof von Huancayo, Pedro Ricardo Kardinal Barreto Jimeno SJ, der Erzbischof von Trujillo, Héctor Miguel Cabrejos Vidarte OFM, und der emeritierte Bischof von Chimbote, Luis Armando Bambarén Gastelumendi SJ. Als Motto wählte er «A ti te tigo: Levántate» (Mk 5,41 , deutsch: „Ich sage dir, steh auf“).
Am 15. Oktober 2022 ernannte ihn Papst Franziskus zum ordentlichen Mitglied der Päpstlichen Akademie für das Leben.
Papst Franziskus nahm ihn am 7. Dezember 2024 als Kardinalpriester in das Kardinalskollegium auf. Als Titelkirche wies ihm der Papst die Kirche Santa Maria delle Grazie a Casal Boccone zu. Die Besitzergreifung seiner Titelkirche fand am 22. Februar des folgenden Jahres statt.
Am 11. Januar 2025 berief ihn der Papst zum Mitglied des Dikasteriums für den Dienst zugunsten der ganzheitlichen Entwicklung des Menschen. Nach dem Tod von Papst Franziskus nahm Kardinal Castillo am Konklave 2025 teil, das Leo XIV. wählte.